# Трубище
Трубище — річка в Україні, ліва притока Ірпеня. Бере початок на полях біля села Мотижин. Впадає в Ірпінь в селі Мостище.

## Опис
Довжина річки 12 км., похил річки — 3,6 м/км. Площа басейну 58,9 км².

## Історія
Річка Трубище вперше згадується Лаврентієм Похилевичем:
| «Ясногородка — местечко… при ручье Трубище, впадающем в Ирпень»[1] |
У краєзнавчих матеріалах про Трубище є наступна інформація:
| Головний рукав Трубища, або по-місцевому Трубежа, утворюється з двох рівчаків. Один із них, що зветься Очеретинкою, прямує із заходу і починається на ясногородських полях Винин і Зашлях неподалік Мотижина. Він відокремлює осиківські поля спочатку від Ясногородських полів, а починаючи від бродка — від лісу. Потім йде через село Ясногородку, перетинаючи головну вулицю. Другий рукав починається з двох струмочків на низинах за межами села на урочищі Руда (колись це була трясовина з болотяною рудою). Втікає з північного сходу в став, а після - тече через Ясногородку. Цей рукав зветься Рудкою. Він прямує від центру села через ліс, омиваючи з північного сходу Богушівку. Об'єднавшись біля Богушівського лісу в Трубіж, Очеретинка і Рудка виходять з Ясногородки з південного сходу, і прямує до с. Мостище через урочище Нев’є. Ані сам Трубіж, ані його рукави Очеретинку й Рудку не можна назвати річками — настільки вони малі. Це просто рівчаки або фоси, особливо нині, коли по їхньому руслу пройшов бульдозер і береги перетворилися на поле, осушившись. У центрі села Ясногородки на ручаї Рудка у 18 столітті було зроблено обвідний канал навколо феодальної фортеці. Нині ознаки каналу ще є, але осушені та частково розорані. На Рудці, до містка, що йде на вулицю Зарудку є став. На Очеретинці в 50‐х роках XX століття збудовано ще один став, а в 60‐х роках насипали греблю на Трубежі в кінці вулиці Богушівки і створили третій став. За цим ставом по течії Трубежа в 30‐х роках XX століття був загачений богушівським колгоспом ставок, але він залишився без догляду і згодом зник. І нарешті в Богушівському лісі теж є став, збудований Боярським лісгоспом на початку 50‐х років.[2] |
Річку перетинає автомобільна дорога Р04.
Трубище має дві праві притоки — Козарську та Дурнівку, відомі з XVII століття. Вони впадають до Трубища північніше села Мостище. Після об'єднання в одне річище, в Мостищі, річка в одних джерелах має назву Мостова, в інших — Котир.

## Притоки
Праві: Козарська.